# Leuchtturm Famagusta
Der Leuchtturm Famagusta steht auf der Canbulat-Bastion am südöstlichsten Punkt der venezianischen Stadtbefestigung der gleichnamigen Hafenstadt Famagusta an der Ostküste Zyperns in der international nicht anerkannten Türkischen Republik Nordzypern, ein Sondergebiet der Europäischen Union.

## Geschichte und Bauwerk
Das erste Licht seit 1888 war noch an einem Mast errichtet.
Der elf Meter hohe Leuchtturm wurde 1972 anstelle eines Vorgängers aus dem Jahr 1906 errichtet. Der runde Turm besteht aus zwei Etagen, deren untere konisch gemauert ist. Es ist wahrscheinlich, dass es sich bei der unteren Stufe um den ursprünglichen Leuchtturm von 1906 handelt. Die obere Etage mit Laterne und Galerie besteht aus Metall. Der Leuchtturm ist weiß gestrichen.

Bilder vom zyprischen Leuchtturm Famagusta
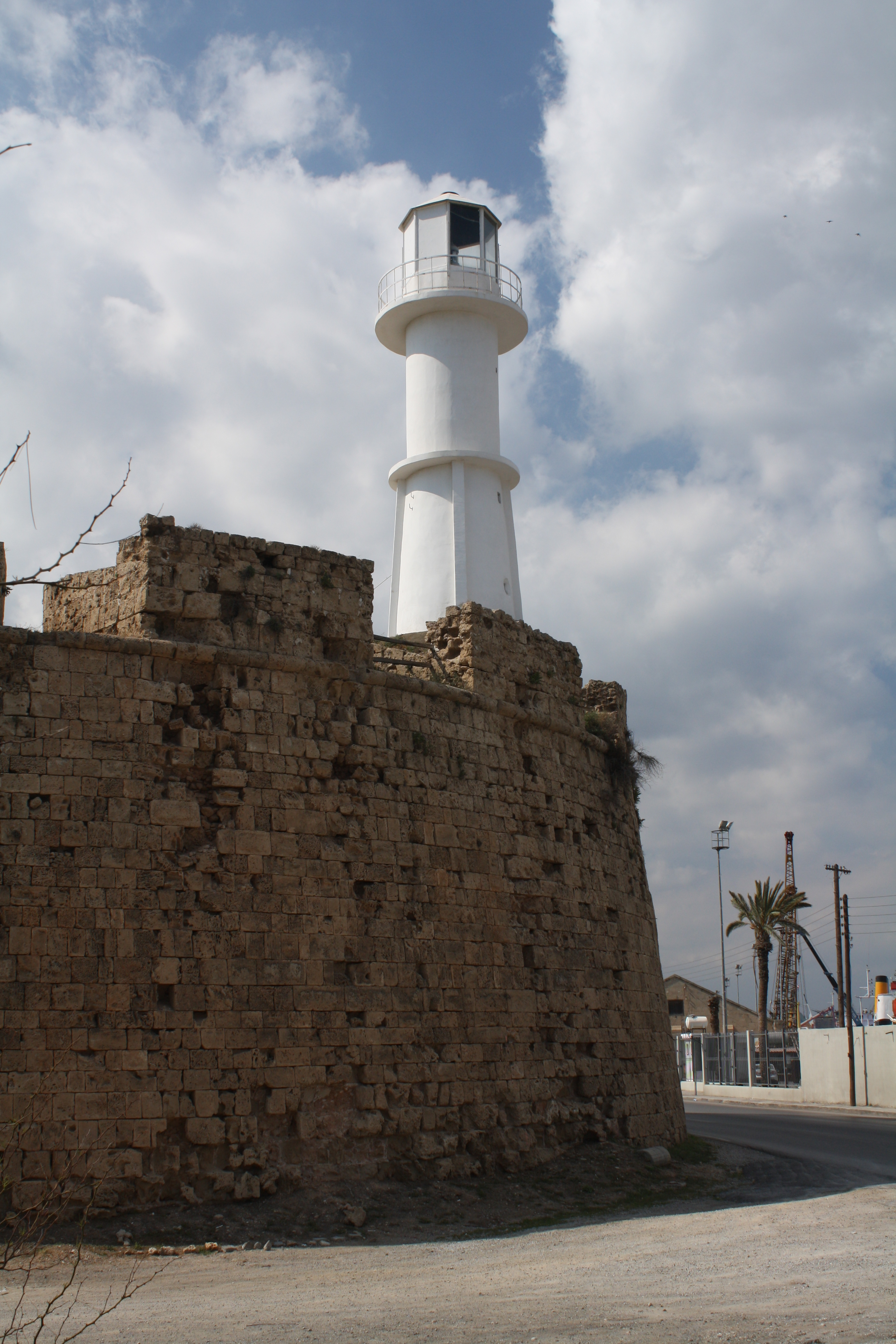
Leuchtturm
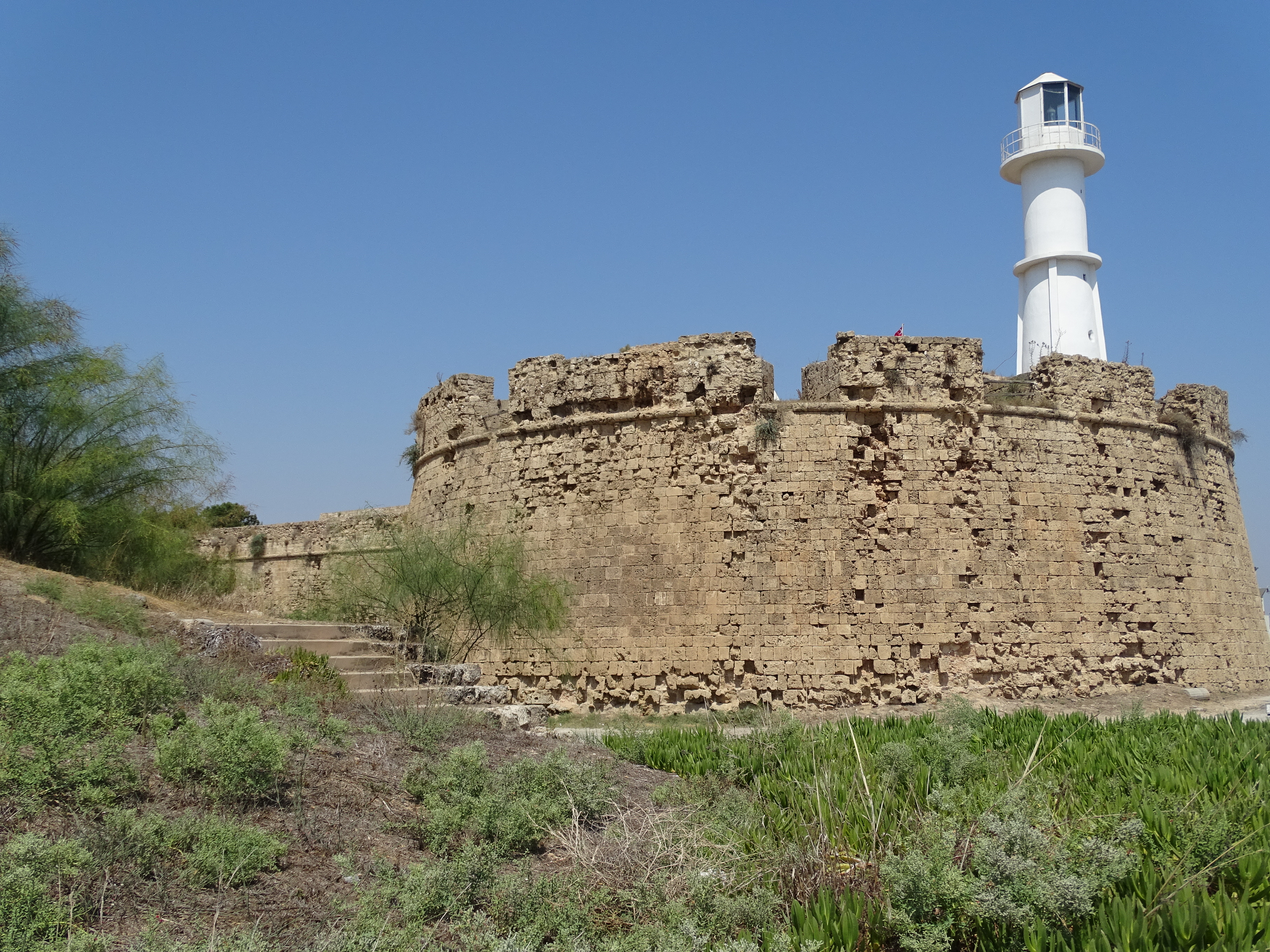
Blick zum Leuchtturm
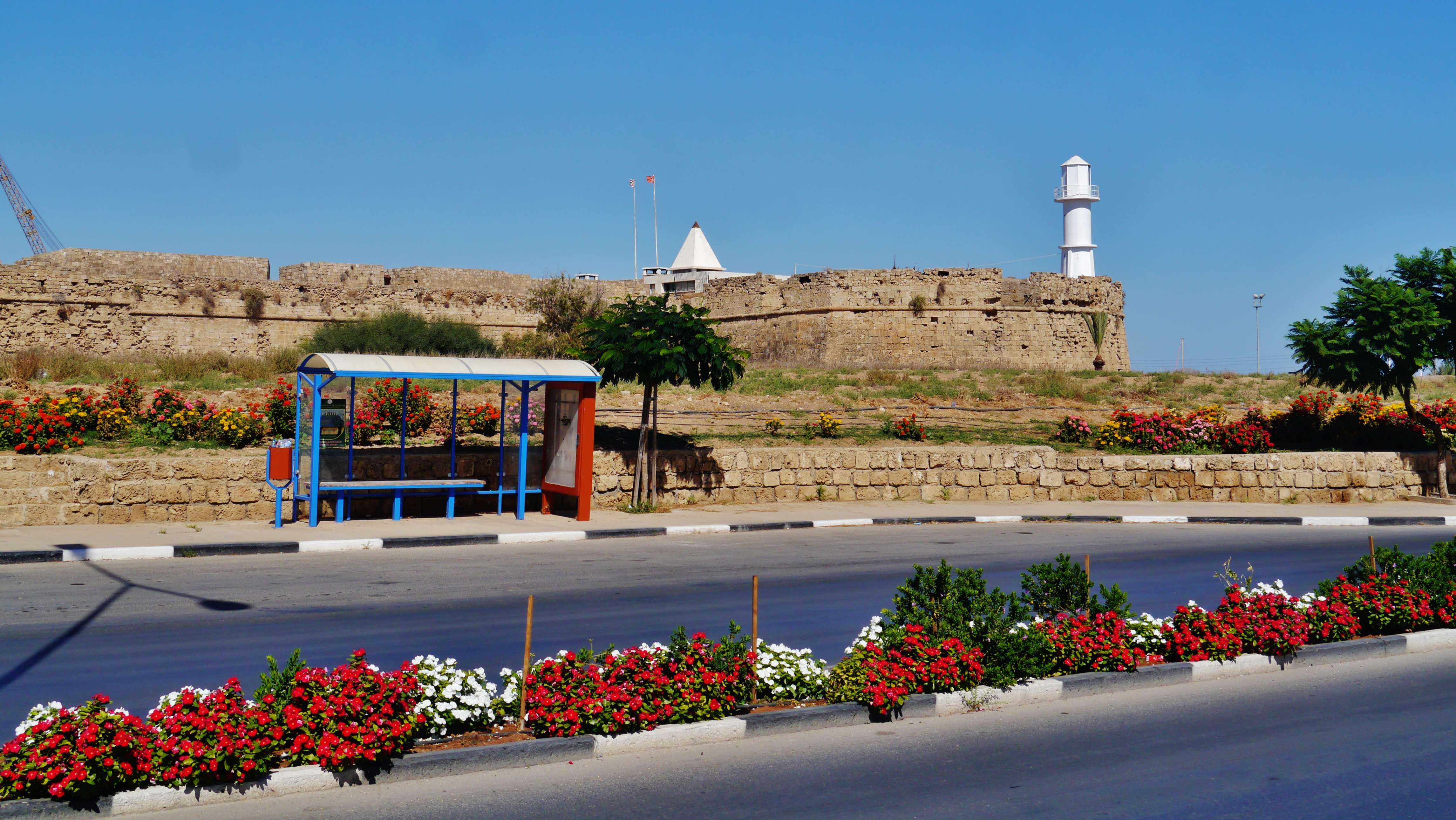
Stadtmauer und Leuchtturm
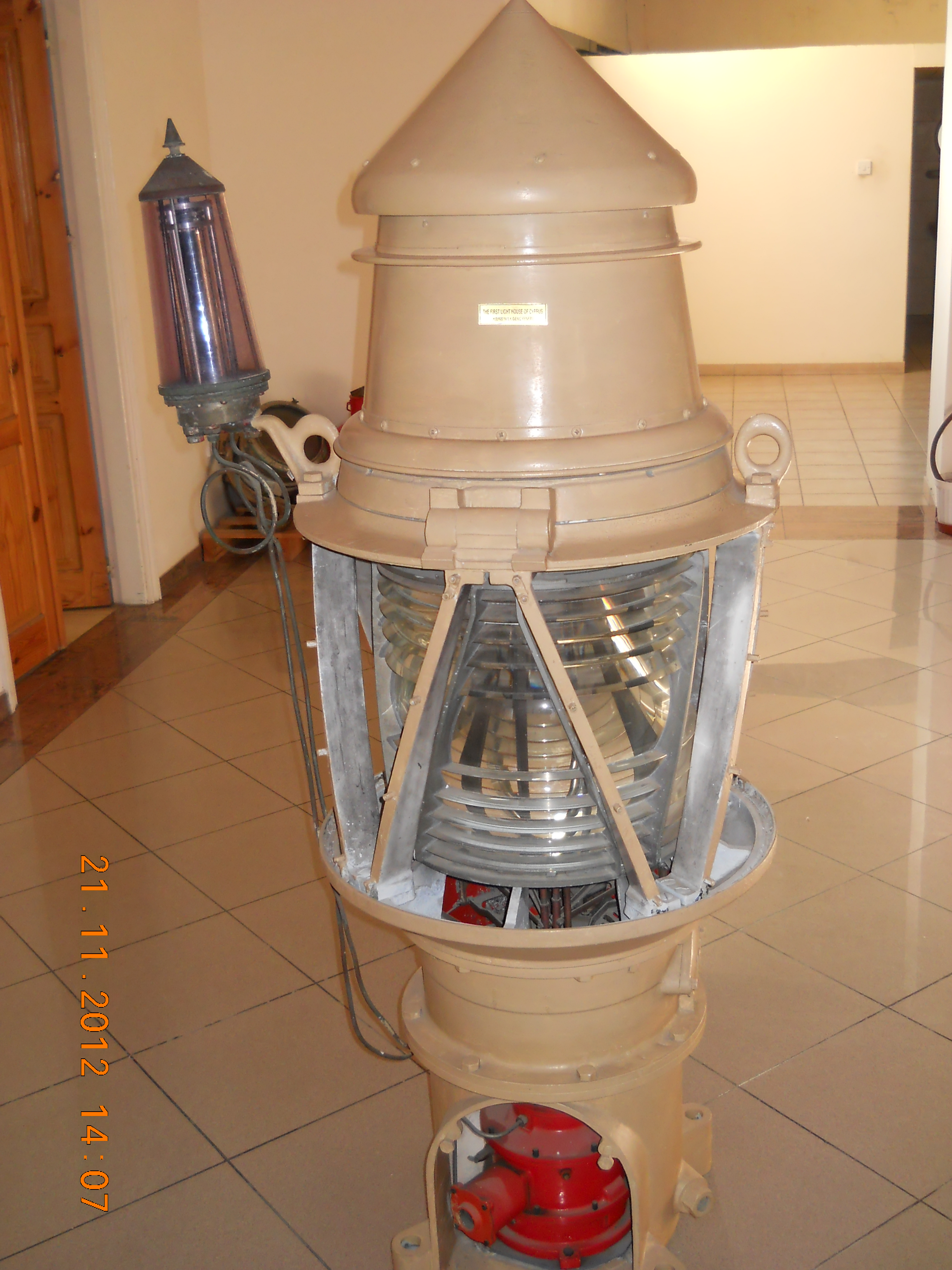
Leuchtturm-Laterne